# Phare de Punta Chulao
Le phare de Punta Chulao  (en espagnol : Faro P.unta Chulao) est un phare actif situé sur Punta Chulao (ceb)  près de Chaitén, (Province de Palena), dans la région des Lacs au Chili.
Il est géré par le Service hydrographique et océanographique de la marine chilienne dépendant de la Marine chilienne.

## Histoire
Le phare est situé sur un promontoire de la péninsule Huequi sur la commune de Chaitén, à l'entrée sud du golfe d'Ancud, à partir des détroits séparant l'île de Chiloé du continent.
 

## Description
Le phare est une  tour octogonale, avec une galerie et une lanterne de 10 m de haut. La tour est peinte en blanc avec une bande rouge. Il émet, à une hauteur focale de 30 m, un éclat blanc par période de 10 secondes. Sa portée est de 9 milles nautiques (environ 17 km).

Identifiant : ARLHS : CHI-066 - Amirauté : G16
56 - NGA : 111-1676 .

### Lien connexe
- Liste des phares du Chili